# Huesos de dragón
Huesos de dragón es el nombre folclórico chino con el que se conocen a los fósiles y, especialmente a ciertos vestigios óseos antiguos hallados al ser excavado el suelo.
Particularmente revisten suma importancia para la arqueología los huesos de dragón que son relictos de huesos oraculares pertenecientes a la dinastía Shang.
Hasta por los menos 1935 los llamados "huesos de dragón" eran molidos y usados así para curar el paludismo según algunos criterios de la farmacopea tradicional china, el efecto terapéutico era casi sin dudas el de un placebo, y tal efecto placebo se reforzaba por la sugestión debida a la rareza de tales "huesos" que poseían antiquísimos grafos.
Por su obvia antigüedad la tradición china llegó a suponerles efectivamente como restos de dragones. En la década de 1930 un erudito chino enfermó de paludismo y compró unos "huesos de dragón", observó dos cosas que le quitaron de la superstición y le indujeron a un gran hallazgo: Los supuestos "huesos de dragón" eran en lo concreto fragmentos de caparazones de tortugas o, en su defecto, omóplatos de buey; tales restos poseían inscripciones de ideogramas muy primitivos, desconocidos hasta entonces. También hasta entonces la citada dinastía Shang era considerada mítica y legendaria. El estudio de los huesos de dragón indicaba que las escrituras se remontaban a unos 3500 años antes del presente y, por esto, correspondían al tiempo en que se decía existió la dinastía de los Shang, dinastía que al parecer fue la de la primera civilización que utilizó escrituras completas en el Asia Oriental.
En efecto, el hallazgo de los yacimientos de "huesos de dragón" llevó al descubrimiento de importantes sitios arqueológicos (especialmente necrópolis) correspondientes a los Shang.
Los llamados "huesos de dragón" eran antiguos elementos oraculares de los Shang: los adivinos de esa dinastía al ser interrogados por cualquier evento extraordinario o por enfermedades, exponían a la acción de las llamas del fuego los omóplatos de buey o los caparazones de tortuga, al frangirse (agrietarse o romperse) estos por el calor, según las formas de las grietas o según el sonido que producían, daban lugar a una interpretación oracular que era luego escrita en los mismos.
- Datos: Q5904262